# Broedlichaam
Een broedlichaam bij mossen zijn kleine structuren die zorgen voor vegetatieve voortplanting, waardoor nieuwe planten zonder sporen ontstaan. Ze groeien vaak op bladeren of stengels van de plant. Wanneer ze losraken, kunnen ze uitgroeien tot een nieuwe mosplant.